# Vermillion Creek (Green River)
Der Vermillion Creek ist ein 108,6 km langer, linker Nebenfluss des Green River in den US-Bundesstaaten Wyoming und Colorado.

## Verlauf
Der Vermillion Creek entsteht durch den Zusammenfluss von Coyote Creek und North Fork Vermillion Creek nordöstlich der Scrivner Butte im südlichen Sweetwater County in Wyoming auf einer Höhe von 2154 m, etwa 95 km westlich von Baggs und 70 km südöstlich von Rock Springs. Unmittelbar am Zusammenfluss unterquert er den Wyoming Highway 430 und fließt zunächst in südöstliche Richtung, bevor er von links den Alkali Creek erhält und sich in mäandrierendem Verlauf nach Süden wendet. Der Vermillion Creek erreicht das Moffat County in Colorado, erhält von rechts den Canyon Creek und von links mit dem Shell Creek seinen längsten Nebenfluss. Er fließt durch mehrere Schluchten und Canyons und erreicht im weiteren Verlauf das abgelegene Hochtal Browns Park, das sich bis in den Bundesstaat Utah erstreckt. Hier verläuft der Fluss noch für einige Kilometer parallel zum Colorado State Highway 318 nach Nordwesten, fällt über die Vermillion Falls hinab und mündet auf einer Höhe von 1627 m unmittelbar nördlich der Gates of Lodore des Dinosaur National Monument in den hier nach Süden fließenden Green River.

## Hydrologie
Der Vermillion Creek ist als Nebenfluss des Green River Teil des Einzugsgebietes des Colorado River, der in den Golf von Kalifornien entwässert. Das Einzugsgebiet des Vermillion Creek umfasst ein Areal von etwa 2510 km² und grenzt an die Einzugsgebiete von Beaver Creek und Red Creek im Westen, Salt Wells Creek und Bitter Creek im Norden, Sand Creek im Osten sowie Little Snake River im Südosten. Der mittlere Abfluss am Pegel Ink Springs Ranch beträgt 0,32 m³/s, die größten Abflüsse finden sich in den Monaten März, April und Mai.

## Belege
1. 1 2 3 4 5  Vermillion Creek. In: Geographic Names Information System. United States Geological Survey, United States Department of the Interior (englisch).
2. ↑  USGS 09235450 VERMILLION CREEK AT INK SPRINGS RANCH, CO. Abgerufen am 20. November 2024.